# Synthpunk
El synthpunk o electropunk és un subgènere musical que combina elements de la música electrònica i del punk rock amb tempos ràpids i mostratges de so agressius. El terme va ser inventat pel musicòleg Damian Ramsey (1978-2007) el 1999 com un intent d'identificar retroactivament un subgènere de música punk aparegut entre els anys 1977 i 1984 que es caracteritzava per l'ús de sintetitzadors en lloc de guitarres elèctriques. Grups com Suicide, Morningwood, Atari Teenage Riot i La Élite són exponents d'aquest estil musical.